# Рогатець – Загреб
Рогатець — Загреб — газопровід у Хорватії, споруджений для постачання блакитного палива з території Словенії.
Починаючи з 1950-х років, на основі розробки родовищ міжріччя Драви і Сави у східній частині Хорватії утворилась розгалужена мережа газопроводів, які спершу працювали під тиском у 2,5 МПа, а потім були модернізовані до показника у 5 МПа. На тлі зростання попиту та виснаження власних запасів ухвалили рішення про початок імпорту природного газу. Це стало можливим завдяки появі біля кордонів Югославії (до якої тоді входила Хорватія) Трансавстрійського газопроводу, котрий мав за мету передусім транзит радянського газу до Італії.
На території Австрії створили відгалуження SOL (Süd-Ost-Leitung), яке подавало блакитне паливо до Словенії, звідки воно надходило далі у Хорватію. В останній з 1978 року діє газопровід, що прямує від словенського Рогатця через Забок у район Лучко на західній околиці Загреба. Довжина цієї ділянки, виконаної в діаметрі 500 мм, становить 72 км. Від Лучко для з'єднання з газотранспортною мережею прокладено перемичку довжиною 21 км до Івані Реки на східній околиці хорватської столиці.
Максимальна пропускна здатність по маршруту Рогатець — Лучко — Іваня Река визначається як 1,8 млрд м3 на рік. Утім, це встановлений операторами газотранспортних систем Хорватії та Словенії контрактний показник, тоді як технічно по маршруту можливе перекачування до 3,2 млрд м3 на рік.
У 2013 році через інтерконектор Рогатець — Загреб до Хорватії надійшло 40 % всього спожитого країною газу, або близько 1 млрд м3. При цьому, починаючи з 2011, країна не здійснює або майже не здійснює прямі закупівлі у Газпрому, використовуючи таким чином інтерконектор для доступу до східноєвропейських торговельних майданчиків.
Планувалося, що за умови реалізації проєкту терміналу для прийому зрідженого природного газу, плавучу регазифікаційну установку якого хочуть розмістити біля острова Крк, можливе спорудження нового газопроводу Лучко — Рогатець. Система завдовжки 70 км і діаметром 700 мм призначатиметься для подачі блакитного палива у північному, зворотному до теперішнього, напрямку.